# Cratere Uther
Uther è un cratere sulla superficie di Mimas.